# Palasea jacksoni
Palasea jacksoni är en fjärilsart som beskrevs av Collenette 1953. Palasea jacksoni ingår i släktet Palasea och familjen tofsspinnare. Inga underarter finns listade i Catalogue of Life.